# Гор (гора)
Гор (івр. הֹר הָהָר; бібл. Гор-го́ра), також Ор — назва, якою в Старому Завіті позначаються дві різні вершини на Близькому Сході. Перша з них, що розташована поруч з Ідумеєю, вважається місцем смерті та поховання Аарона, брата Мойсея. Друга гора під назвою Гор лежить біля Середземного моря та служить північним кордоном Землі Ізраїльської.

## Місце смерті Аарона

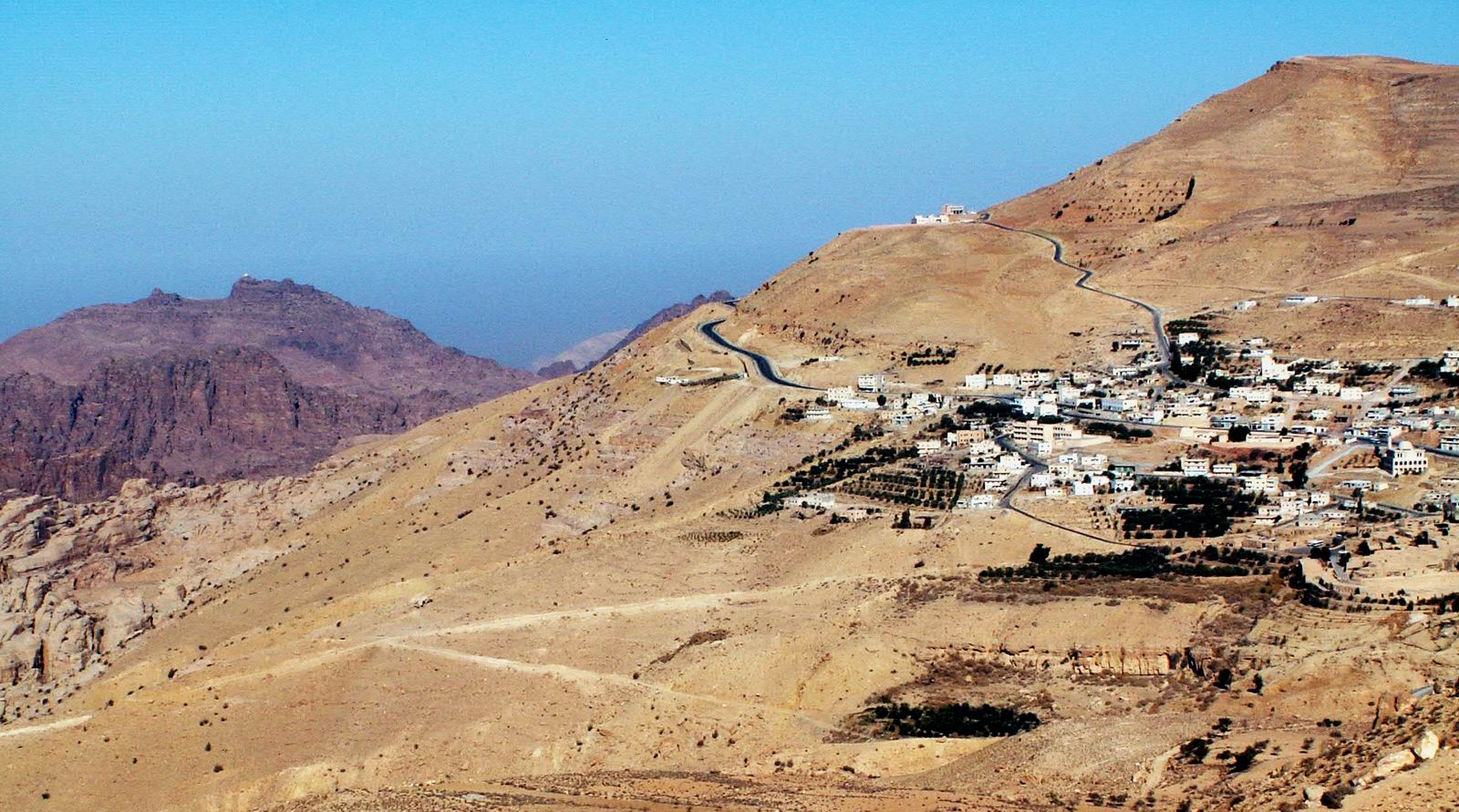
Джебель-Небі-Гарун, Йорданія

Згідно з Книгою Чисел (20:23 і 33:37) Гор-го́ра, що розташована «на границі Едомського краю» була місцем позбавлення, смерті та поховання Аарона. Точне її місцезнаходження залишається предметом дискусій, втім, ґрунтуючись на працях античного історика Йосипа Флавія, найімовірніше, цим місцем є Джебель-Небі-Гарун (досл. Гора пророка Аарона) в провінції Маан у Йорданії. Вона лежить на сході долини Ваді-ель-Араба на висоті близько 1500 м над рівнем моря. До того ж, на цій горі розташована визначна пам'ятка — Могила Аарона, яка за переказами є справжнім місцем поховання біблейського Аарона.
Варто зазначити, що деякими фахівцями на початку XX століття висловлювалася альтернативна думка щодо розташування місця смерті Аарона. Так, наприклад, американський пастор Генрі Клей Трамбалл отототжнював Гор з горою Мадара, яка розташована поруч з Айн-Кадісом (біблійний Кадеш-Барнеа), поблизу сучасного ізраїльсько-єгипетського кордону.

## Границя Землі Ізраїльської
В Книзі Чисел йдеться також і про іншу вершину під назвою Гор, яка становить північну границю Землі Ізраїльської. На думку єврейських богословів, починаючи ще з доби Другого храму, ця гора Гор ототожнюється з теперішнім хребтом Нур (інша назва — Аманос) на півдні Туреччини.
У різноманітних таргумах (перекладах Старого Завіту на арамейську) Гор має різні назви: Амана, Манус та Уманіс. Єврейський географ Йозеф Шварц (1804—1865), намагаючись встановити межі описаного в єврейській традиції хребта Амана, вважав, що його слід ототожнювати з горою Гор — «північною межею Палестини». На його думку, цей гірський хребет «простягається на південь від мису Гор (давньогрецькою — Теупросопон, арабською — Рас-ель-Шака) поруч із Триполі аж до Середземного моря. Відтак, його довжина складає 20 км, а кінцевою точкою є мис Рас-ель-Нахара біля Тиру. Отже, на думку Йозефа Шварца, Амана розташована на самому півдні Антилівану, і тому її не слід плутати з хребтом Аманус на півдні Туреччини.